# 4689 Donn
4689 Donn este un asteroid din centura principală, descoperit pe 30 decembrie 1980 de Edward Bowell.